# Saison 1 de Z Nation
Chronologie
Saison 2
La première saison de Z Nation, série télévisée américaine, est constituée de treize épisodes diffusée du 12 septembre 2014 au 5 décembre 2014 sur Syfy, aux États-Unis.

## Synopsis
L'intrigue se déroule dans un monde post-apocalyptique envahi par des zombies et où les rares survivants humains tentent tant bien que mal de rester en vie. L'unique espoir de l'humanité est Murphy, un ancien prisonnier. Un prototype de vaccin lui a été injecté contre sa volonté afin de contrer le « virus zombie » et est devenu la seule personne vivante connue à avoir survécu à des morsures de morts-vivants. Il est donc impératif de le garder en vie afin de produire d'autres antidotes à partir de son sang. Aidé bon gré mal gré de plusieurs compagnons tel que Garret, ancien membre de la garde nationale, Warren, Doc, 10 Mille, Addy et Mack ou encore la mystérieuse Cassandra, il fait route vers un laboratoire de Californie. Mais le temps presse et beaucoup de questions restent sans réponses. Sans oublier que l'antidote fait subir à Murphy une bien étrange évolution...

## Distribution

### Acteurs principaux
- Kellita Smith : Roberta Warren
- DJ Qualls (VF : Adrien Solis) : Simon Cruller, le citoyen Z
- Keith Allan (VF : Jérôme Keen) : Alvin Bernard Murphy dit « Murphy », le patient 0
- Michael Welch : Mack Thompson
- Anastasia Baranova : Addison « Addy » Carver
- Russell Hodgkinson (VF : Gérard Rouzier) : Steven « Doc » Beck
- Pisay Pao : Cassandra / Sunshine
- Nat Zang (VF : Jean-Pierre Leblan) : Tommy, « Dix Mille »
- Tom Everett Scott : le sergent Charles Garnett
- Harold Perrineau Jr. : Mark Hammond, le dernier survivant de la Delta Dorce

### Acteurs récurrents
- Mark Carr (VF : Sylvain Lemarié) : Sketchy McClane (récurrent à travers les saisons)

### Invités
- Roy Stanton (VF : Stéphane Bazin) : le major Joe Williams (épisode 6)
- Brian Sutherland (VF : Yann Pichon) : Jacob (épisode 6)
- David S. Hogan (VF : Jean-Pierre Leblan) : frère Eli (épisode 6)
- Julian Gavilanes (VF : Yann Pichon) : Patrick (épisode 6)
- l'acteur asiatique (VF : Jean-Marco Montalto) : Luc (épisode 6)
- Conner Marx (VF : Sylvain Lemarié) : Yuri, le cosmonaute (épisode 8)
- Mark Kelley-Matthews (VF : Stéphane Bazin) : Zimmerman (épisode 12)
- Dawn Hunter : Janice (épisode 12)
- Patrick Treadway (VF : Sylvain Lemarié) : Henry (épisode 12)
- Donald Corren (VF : Sylvain Lemarié) : Dr Kurian (épisode 13)

## Liste des épisodes

### Épisode 1:Chiens et Chats
- États-Unis /  Canada : 12 septembre 2014 sur Syfy[1] / Space[2]
- France : 14 février 2015 sur Ciné+ Frisson[3]

- États-Unis : 1,58 million de téléspectateurs[réf. nécessaire] (première diffusion)

- Harold Perrineau (Mark Hammond)
- Scott Roddan (Donner)
- Lisa Coronado (Dr Merch)
- Lowell Deo (Reburn)
- Phil Andrade (Le prisonnier tatoué)
- Jacqueline S. Davis (Nana)
- Ben Andrews (Lieutenant)
- Sali Sayler (Daisy)
- Doug Dawson (Skeezy)
- Mark Carr (Sketchy)

L'apocalypse est arrivée. Les gens sont contaminés par un virus qui les transforme en zombies. Une équipe médicale essaye de trouver un remède et décide d'expérimenter sur des détenus.
Les essais sont des échecs, et il ne reste plus beaucoup de temps à l'équipe médicale avant que les zombies qui ont pénétré l'enceinte ne les atteignent.

### Épisode 2:Foutus zombies
- États-Unis : 19 septembre 2014
- France :

- États-Unis : 1,62 million de téléspectateurs (première diffusion)

- Jodi Binstock (Dr Hastings)
- Lisa Coronado (Dr Merch)
- Tom Everett Scott (Garnett)

### Épisode 3:La Fête à Philadelphie
- États-Unis : 26 septembre 2014
- France :

- États-Unis : 1,6 million de téléspectateurs (première diffusion)

- Jodi Binstock (Dr Hastings)
- Lisa Coronado (Dr Merch)
- Tom Everett Scott (Garnett)

### Épisode 4:Full métal zombie
- États-Unis : 3 octobre 2014
- France :

- États-Unis : 1,55 million de téléspectateurs (première diffusion)

- Bret Kiene (Samuel)
- Tom Everett Scott (Garnett)
- Yuji Okumoto (Bernt)

Après s'être éloigné de Philadelphie le groupe subit un braquage et se fait voler le véhicule.

### Épisode 5:Un doux foyer de zombies
- États-Unis : 10 octobre 2014
- France :

- États-Unis : 1,26 million de téléspectateurs (première diffusion)

- Bill Moseley (General McCandles)
- Tom Everett Scott (Garnett)
- Tracy Schornick (Père de 10k)

### Épisode 6:Résurrection Z
- États-Unis : 17 octobre 2014
- France :

- États-Unis : 1,57 million de téléspectateurs (première diffusion)

- Darryl Lemont Wharton Rastafarian)
- Sali Sayler (Jane)
- Tom Everett Scott (Garnett)

### Épisode 7:Bienvenue au Fu-Bar
- États-Unis : 24 octobre 2014
- France :

- États-Unis : 1,34 million de téléspectateurs (première diffusion)

- Tom Everett Scott (Garnett)
- Brian Sutherland (Jacob)
- David S. Hogan (Frère Eli)
- Julia Prud'homme (Madeline)
- Julian Gavilanes (Patrick)
- James Sweet (Berman)

### Épisode 8:Zunami
- États-Unis : 31 octobre 2014
- France :

- États-Unis : 1,1 million de téléspectateurs (première diffusion)

- Conner Marx (Cosmonaute)
- Rachel Pate (Janet)
- Thomas Olson (Otis)

Citoyen Z alors en pleine surveillance, se fait pirater. Il réussit à empêcher l'intrusion et lorsqu'il regarde une vidéosurveillance, un astronef s'écrase.
Il décide se sortir vérifier s'il y a des survivants et il tombe sur un homme casqué et en combinaison spatiale.
Heureux de ne plus être seul et de partager les mêmes centres d'intérêts, Citoyen Z commence à devenir méfiant et à juste titre...

### Épisode 9:Meurs zombie, meurs... encore
- États-Unis : 7 novembre 2014
- France :

- États-Unis : 1,3 million de téléspectateurs (première diffusion)

### Épisode 10:Centrale nucléaire activée
- États-Unis : 14 novembre 2014
- France :

- États-Unis : 1,55 million de téléspectateurs (première diffusion)

### Épisode 11:Les Sœurs de la miséricorde
- États-Unis : 21 novembre 2014
- France :

- États-Unis : 1,39 million de téléspectateurs (première diffusion)

- Sara Coates (Serena)

Alors que le groupe progresse, la blessure de Cassandra s'est infectée. Par chance, il tombe sur "les sœurs de la pitié" qui les accueillent et acceptent de la soigner. 

### Épisode 12:La Loi de Murphy
- États-Unis : 28 novembre 2014
- France :

- États-Unis : 1,61 million de téléspectateurs (première diffusion)

- Patrick Treadway (Henry)

Le groupe est obligé de faire un détour, la route étant barrée. Il arrive à un country club de golf où ils se fait surprendre par les Z.

### Épisode 13:Le Docteur de la mort
- États-Unis : 5 décembre 2014
- France :

- États-Unis : 1,44 million de téléspectateurs (première diffusion)

- Donald Corren (Dr Kurian)
- George Mount (Bill)
- Lisa Coronado (Dr Merch)